# Parlamento de Austria
El Parlamento de Austria (Österreichisches Parlament) está compuesto por dos cámaras: 
- Nationalrat (consejo nacional) y
- Bundesrat (consejo federal).

La composición del Nationalrat se determina cada cuatro años mediante elecciones directas. El consejo nacional es la cámara dominante en el parlamento austríaco.
El Bundesrat es elegido por los Landtagen, que son  los parlamento de los Estados de la República Federal. El Bundesrat posee el derecho a un veto de dilación en muchos casos, que sólo una fuerte y persistente resolución del Consejo Nacional puede levantar.
El Bundesversammlung se compone de los miembros de ambas cámaras del parlamento y se reúne únicamente en contadas ocasiones.
El edificio del parlamento se ubica en la Ringstraße, o avenida de circunvalación de Viena. Es uno de los edificios más famosos y céntricos de la ciudad y se construyó según el diseño del arquitecto Theophil von Hansen, entre 1874 y 1883. Hansen concentró en un edificio de estilo griego clásico, la sede del gobierno de Austria. Delante del edificio del Parlamento, se encuentra la estatua de la diosa de la sabiduría de la mitología griega, Pallas Atenea. Durante la monarquía austrohúngara, el edificio albergó el Reichsrat de Cisleitania, es decir el parlamento de la parte austríaca del Imperio dual.

## Transportes
Para llegar al Parlamento de Austria situado en Viena se debe tomar el Metro de Viena. La parada se llama "Volkstheater" (líneas U2,U3).

## Véase también

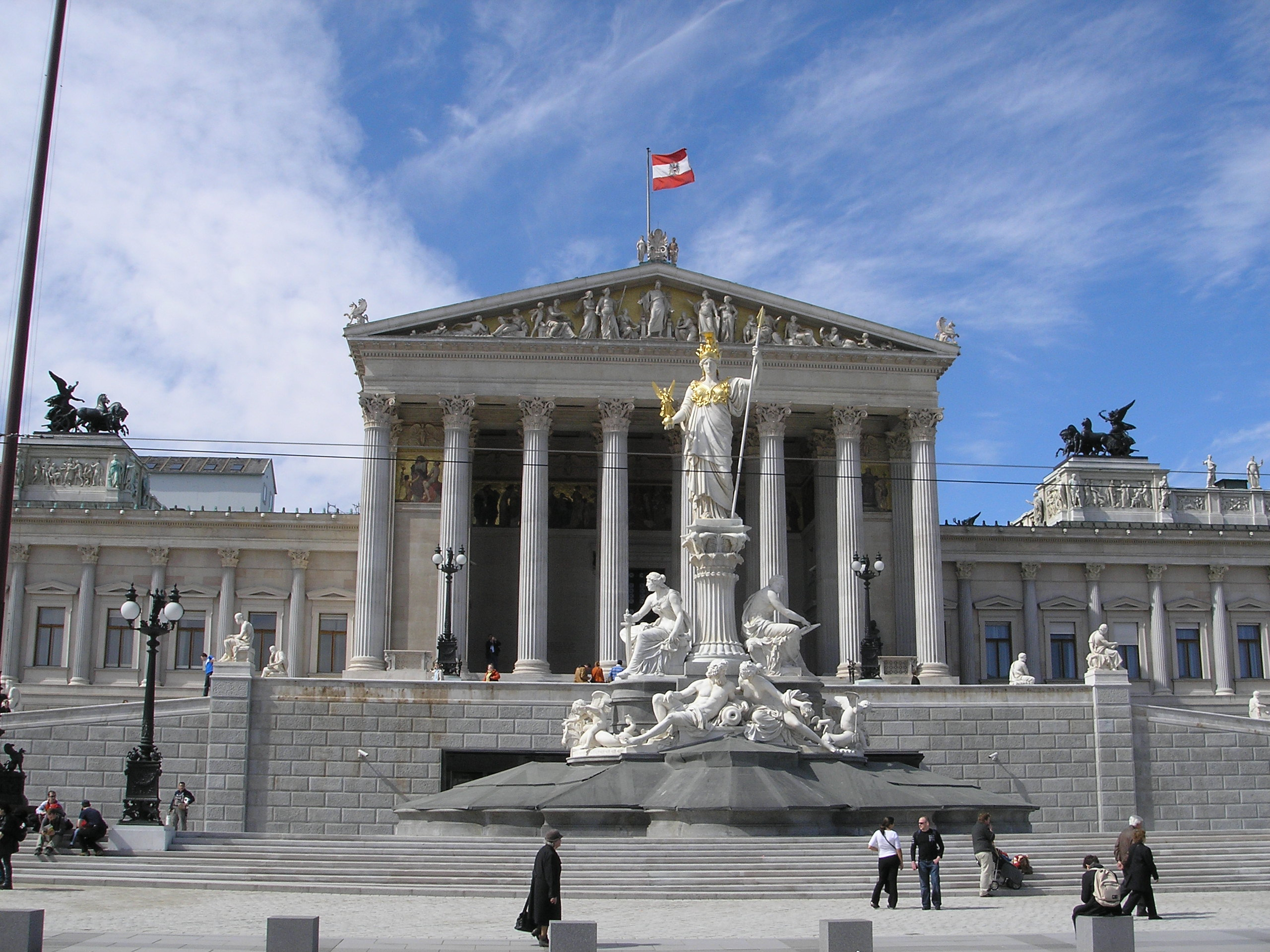
Palacio del Parlamento en Viena.
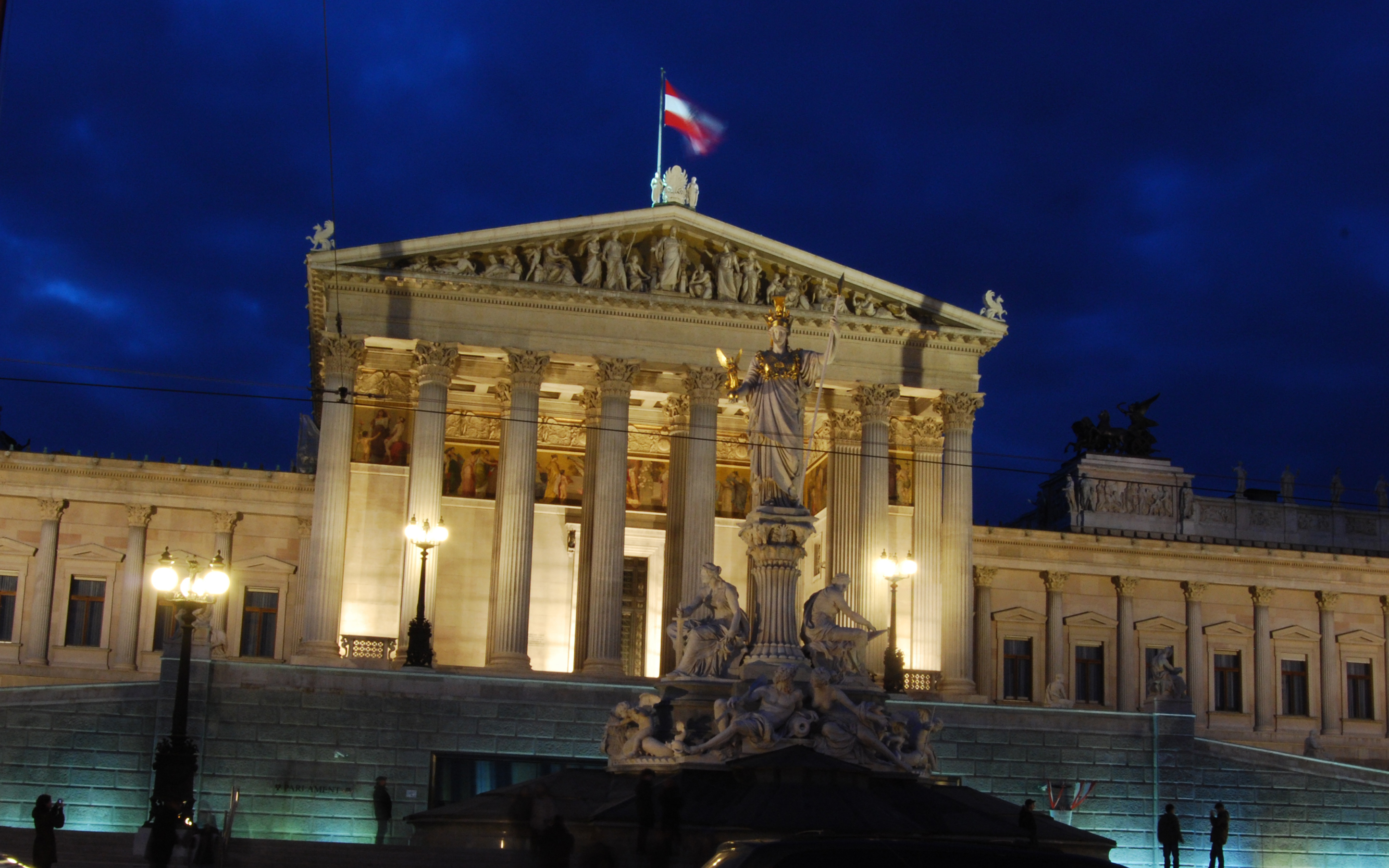
Palacio del Parlamento en Viena.